# مرز (فیلم ۱۹۸۲)
مرز (انگلیسی: The Border) فیلمی در ژانر جنایی و درام به کارگردانی تونی ریچاردسون است که در سال ۱۹۸۲ منتشر شد.

## بازیگران
- جک نیکلسون
- هاروی کایتل
- ولری پرین
- وارن اوتس
- لوپه اونتیوروس
- جف موریس
- ویلیام راس